# Izvoru Crișului

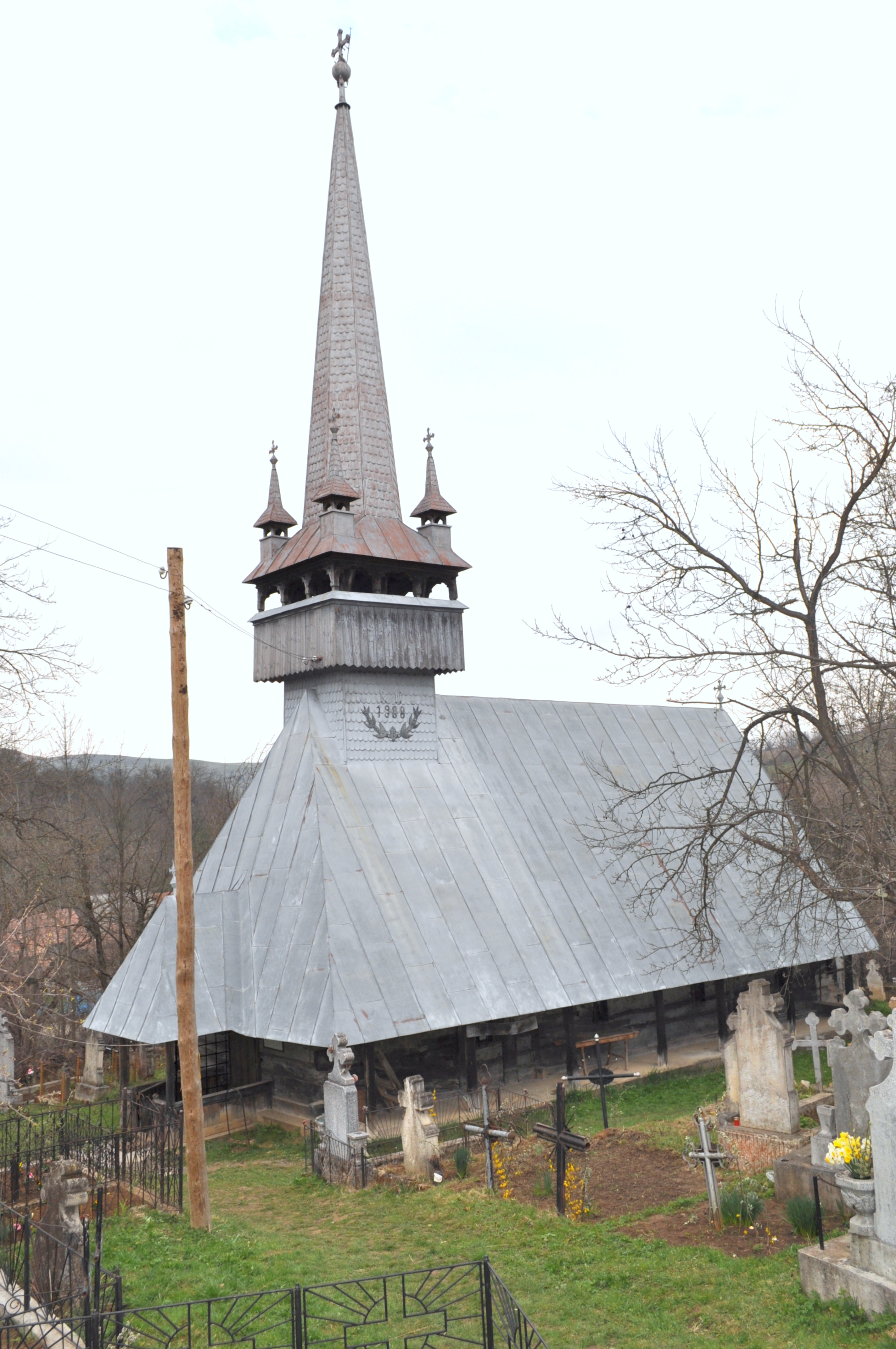
Hölzerne Kirche in Nadășu

Izvoru Crișului (veraltet Crișeu oder Crișău; ungarisch Körösfő) ist eine Gemeinde im Kreis Cluj in der Region Siebenbürgen in Rumänien.